# Ruta 18 (Paraguay)
La Ruta Nacional PY18 es una ruta del Paraguay que inicia en Villeta y termina en la localidad de Mayor Otaño. Atraviesa de oeste a este a lo largo del sur de la Región Oriental. Posee una extensión aproximada de 358 km y pasa por 5 departamentos.

## Ciudades que atraviesa
Las localidades más populares por las que atraviesa de este a oeste son:
| Kilómetro | Localidad                | Departamento | Empalme |
| --------- | ------------------------ | ------------ | ------- |
| 0         | Villeta                  | Central      | PY19    |
| 15        | Nueva Italia             | Central      |         |
| 48        | Carapeguá                | Paraguarí    | PY01    |
| 69        | Acahay                   | Paraguarí    |         |
| 97        | La Colmena               | Paraguarí    |         |
| 116       | Tebicuarymí              | Paraguarí    |         |
| 142       | Borja                    | Guairá       |         |
| 145       | San Salvador             | Guairá       |         |
| 160       | Ñumí                     | Guairá       | PY08    |
| 176       | General Eugenio A. Garay | Guairá       |         |
| 191       | General Higinio Morínigo | Caazapá      |         |
| 211       | San Juan Nepomuceno      | Caazapá      |         |
| 263       | Tavaí                    | Caazapá      |         |
| 311       | Naranjito                | Itapúa       | PY06    |
| 358       | Mayor Otaño              | Itapúa       | PY07    |

## Largo
| Departamento | km  |  |  |
|              |     |  |  |
| Central      | 24  |  |  |
| Paraguarí    | 100 |  |  |
| Guairá       | 68  |  |  |
| Caazapá      | 90  |  |  |
| Itapúa       | 76  |  |  |
|              |     |  |  |
| Total        | 358 |  |  |

| Paraguay | Rutas Nacionales de Paraguay (recategorización por el M.O.P.C desde 2019) |  |
| --- | ------------------------------------------------------------------------- |  |
| PY01 - PY02 - PY03 - PY04 - PY05 - PY06 - PY07 - PY08 - PY09 - PY10 - PY11 PY12 - PY13 - PY14 - PY15 - PY16 - PY17 - PY18 - PY19 - PY20 - PY21 - PY22 |                                                                           |  |